# ترسا ایژفسکا
تِـرِسا ایژفسکا (لهستانی: Teresa Iżewska؛ ‏ ۸ آوریل ۱۹۳۳ – ۲۶ اوت ۱۹۸۲) بازیگر اهل لهستان بود.
از فیلم‌ها یا برنامه‌های تلویزیونی که وی در آن نقش داشته‌است، می‌توان به سفری برای یک لبخند و کانال اشاره کرد.